# Aglantha ignea
Aglantha ignea är en nässeldjursart som beskrevs av Ernst Vanhöffen 1902. Aglantha ignea ingår i släktet Aglantha och familjen Rhopalonematidae.
Artens utbredningsområde är Indiska oceanen. Inga underarter finns listade i Catalogue of Life.